# Thiên đường đã mất
Thiên đường đã mất (tiếng Anh: Paradise Lost) – là một thiên sử thi bằng thơ không vần (blank verse) của John Milton kể về lịch sử của con người đầu tiên – Adam. Thiên đường đã mất in lần đầu tiên năm 1667 gồm 10 quyển. Bản in năm 1674 gồm 12 quyển.
Thiên đường đã mất được in lại vô khối lần trong nhiều thế kỷ nay và được dịch ra rất nhiều thứ tiếng của thế giới, trong đó có tiếng Việt. Sau Thiên đường đã mất Milton viết tiếp Thiên đường trở lại. Cả hai tác phẩm tiêu biểu này phản ánh đầy đủ đời sống chính trị nước Anh đương thời cũng như số phận cuộc đời của chính tác giả.
Thiên đường đã mất dựa theo cốt truyện của Kinh Thánh. Trong trường ca này Adam và Eve đã sống một cuộc sống ân ái vợ chồng trước khi vi phạm điều cấm và bị đuổi khỏi thiên đàng. Trong Thiên đường đã mất Eve là một phụ nữ rất xinh đẹp và độc lập với chồng. Sau khi nghe lời con rắn dụ dỗ đã ăn trái cấm, nàng đưa cho chồng cùng ăn và Adam đã ăn trái cấm vì tình yêu đối với Eve, mặc dù thiên thần Raphael đã từng cảnh báo trước...

## Tóm tắt nội dungThiên đường đã mất

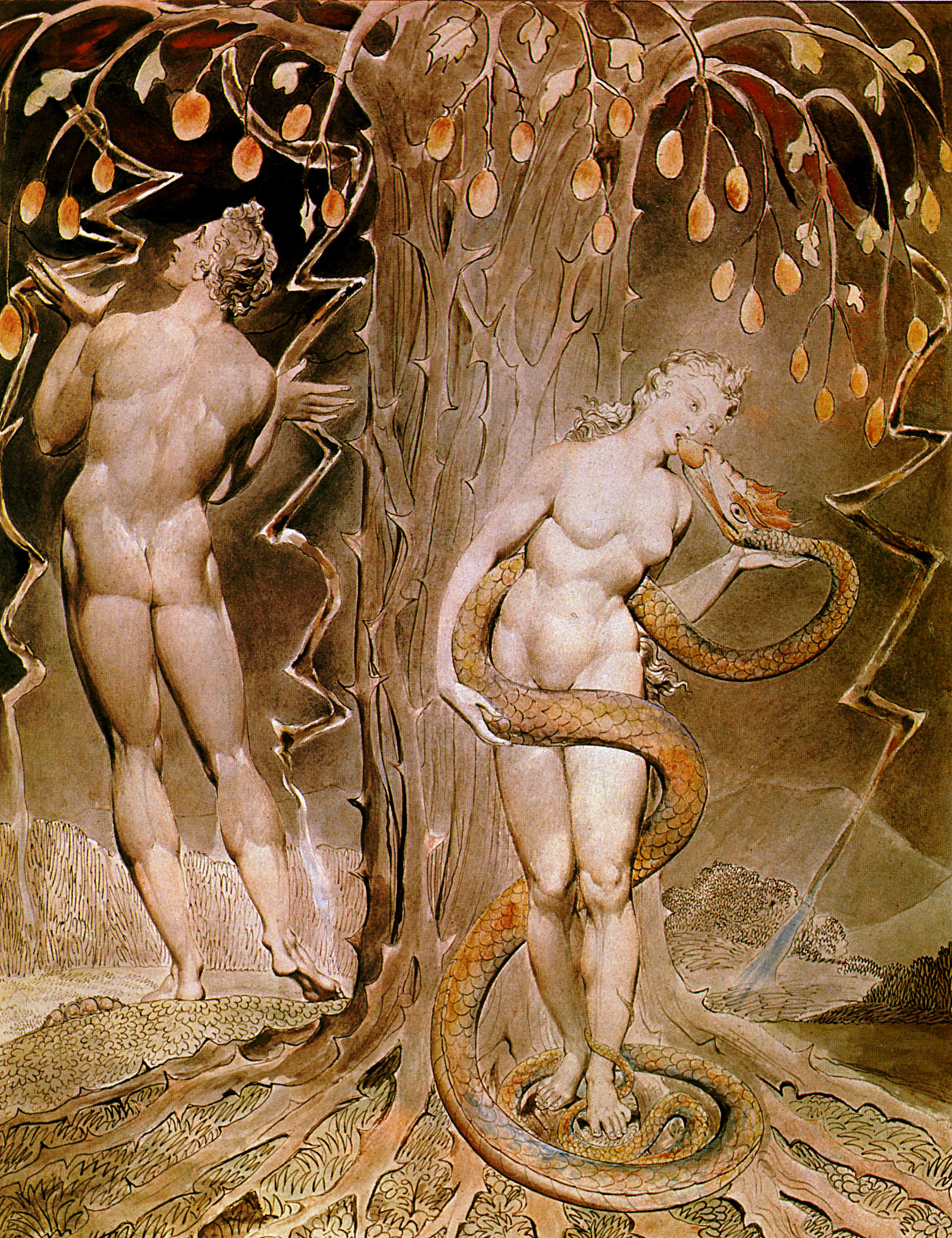
Sa ngã của Eve

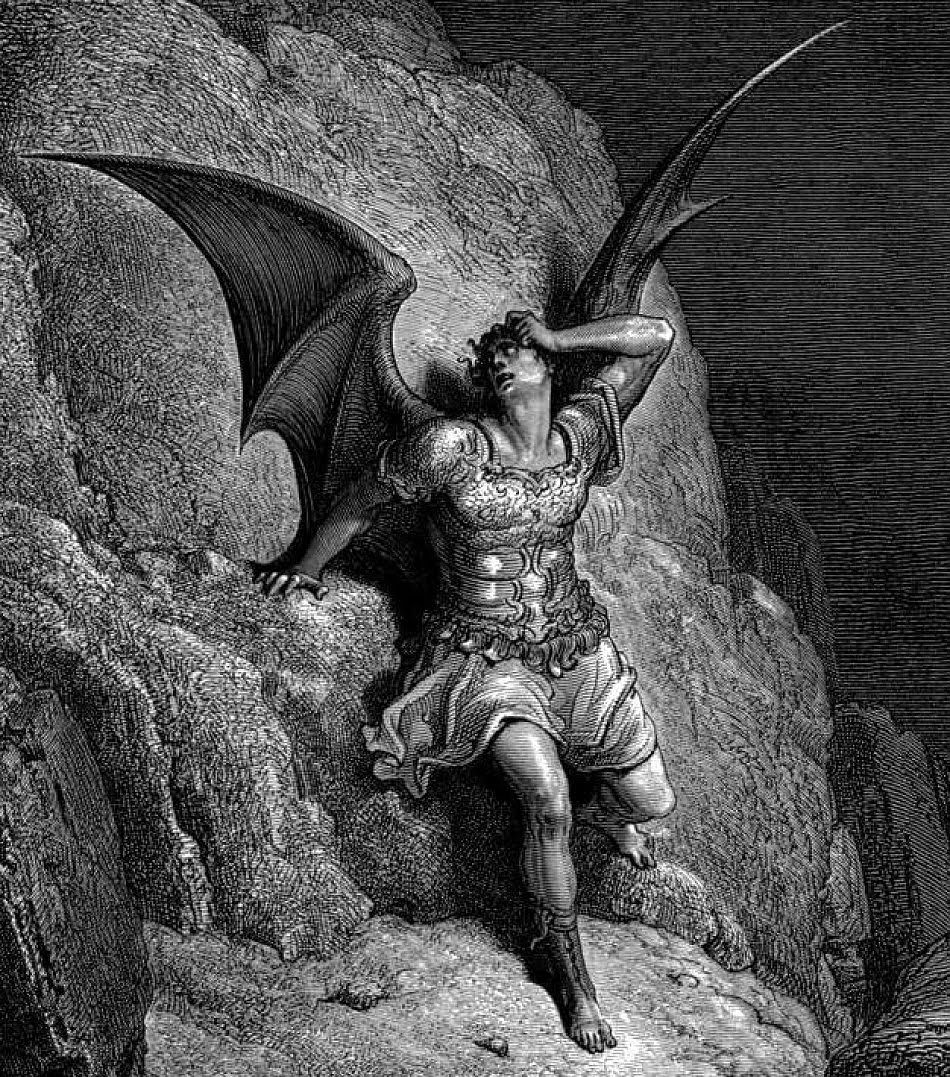
Quỷ Satan

Nhà thơ suy ngẫm về nguyên nhân sự không nghe lời của hai con người đầu tiên, họ đã vi phạm điều cấm đoán duy nhất của Chúa Trời và bị đuổi khỏi thiên đàng. Theo gợi ý của Thánh Linh, nhà thơ gọi kẻ có lỗi trong sự sa ngã của Adam và Eve là Quỷ Satan mang hình Con Rắn.
Trước khi Chúa Trời sáng tạo ra trời đất, con người và vạn vật, quỷ Satan với thói ngạo mạn của nó đã nổi loạn chống lại Chúa Trời, lôi kéo một số thiên thần và cùng với chúng, bị đuổi từ Nước Trời vào bóng tối và Hỗn mang. Nhưng Satan không chịu hối hận và không chịu thất bại. Satan muốn trở thành chúa tể của Địa ngục chứ không phải đầy tớ của Nước Trời. Satan kêu gọi những kẻ cùng chí hướng tiếp tục đấu tranh chống lại Chúa Trời và tạo những điều Ác, ngược lại với ý muốn của Ngài. Satan kể cho những kẻ hầu cận rằng sẽ đến lúc Đấng Tối cao tạo ra một thế giới mới và ở đó sẽ có những sinh vật mà Ngài yêu như những Thiên thần. Nếu hành động một cách khôn ngoan thì có thể chiếm đoạt được thế giới mới này. Một Hội đồng gồm những kẻ cầm đầu nhóm họp ở tòa lâu đài Pandemonium.
Hội đồng gồm những kẻ cầm đầu chia thành hai phe: một phe ủng hộ chiến tranh, phe kia – phản đối. Cuối cùng chúng cũng đạt được sự thỏa thuận là đồng ý với đề nghị của Satan kiểm tra tính trung thực của truyền thuyết cổ nói về việc Đấng Tối cao tạo ra một thế giới mới và tạo nên Con người. Theo truyền thuyết thì thời gian để tạo ra một thế giới mới đã đến lúc. Nếu sắp tới đây Satan và các thiên thần của mình bị cấm lên Nước Trời thì cần phải giành lấy thế giới sắp được tạo ra, xua đuổi hoặc thôn tình những cư dân ở đó về phía mình để trả thù Đấng Tạo Hóa. Satan cất bước lên đường, vượt qua vực thẳm ngăn cách Địa ngục và Trời, còn Hỗn mang – chúa tể của vực thẳm sẽ chỉ đường cho nó đến thế giới mới.
Đáng Tối cao ngự trên ngai và Ngài nhìn thấy quá khứ, hiện tại và tương lai, nhìn thấy Satan đang bay về thế giới mới. Ngài nói với Chúa con rằng sẽ tha thứ cho Con người về sự sa ngã nếu con người chịu sự trừng phạt vì đã vi phạm điều cấm chỉ. Từ đây con người và con cháu của nó sẽ phải chết và chỉ có ai hy sinh thân mình để chuộc lỗi thì mới thoát khỏi cái chết. Để cứu rỗi thế giới, Chúa con nói sẽ sẵn sàng hy sinh để Chúa cha chấp nhận. Chúa cha sai Chúa con hóa thành người trần. Các thiên thần trên trời cúi mình trước Chúa con rồi ca tụng Chúa cha và Chúa con.
Lúc này Satan đã bay trên bề mặt của những tinh cầu trong hoàn vũ, bay trong bóng tối trên sa mạc. Satan vượt qua Limbus, Cổng trời và hạ xuống Mặt trời. Trong gương mặt của một thiên thần trẻ tuổi hắn dò hỏi thần mặt trời – Uriel về nơi ở của Con người. Uriel chỉ cho Satan một trong số các hành tinh quay trong quỹ đạo của mình và Satan hạ xuống Trái đất, trên đồi Niphātes. Bay qua cổng thiên đàng, Satan trong hình con quạ biển hạ cánh xuống cây Nhận thức. Satan với ý đồ nham hiểm: sẽ khơi dậy trong con người nỗi khát khao nhận biết để nó sẽ vi phạm điều cấm chỉ của Đấng Sáng Tạo.
Uriel hạ theo tia nắng xuống Gabriel đang canh Thiên đàng, thông báo với Gabriel rằng lúc trưa có một Linh hồn ác từ Trời mang khuôn mặt của một Thiên thần đi về Thiên đàng. Buổi tối Gabriel đi một vòng quanh Thiên đàng. Trong một bụi cây, với những niềm vui và nỗi mệt nhọc sau một ngày lao động, Adam và Eve đang ngủ say. Thiên thần Xephon do Gabriel phái đến đã thấy Satan trong hình một con cóc đang ghé bên tai Eve để làm bùa phép thức dậy những dục vọng và những ý nghĩ tăm tối cùng với vẻ ngạo mạn. Thiên thần dẫn Satan đến gặp Gabriel. Linh hồn nổi loạn đã sẵn sàng nhưng Satan khôn ngoan tránh điều này và bỏ ra đi nhưng không từ bỏ ý định của mình.
Buổi sáng Eve kể cho Adam về giấc mơ của mình: có một ai đấy đã dụ dỗ nàng ăn trái cấm và nàng như được bay lên khỏi mặt đất, cảm thấy một điều sung sướng vô tận.
Chúa Trời phái thiên thần Raphael đến Adam để nói về ý chí tự do của con người và về một Kẻ thù dữ dằn và những ý nghĩ quỷ quyệt của nó. Raphael kể cho Adam về cuộc nổi loạn trên trời: Satan ganh tỵ vì Chúa Trời ca tụng Chúa con và gọi Ngài là Messiah, là Vua nên đã lôi kéo một số thiên thần và thuyết phục để họ chống lại Đáng Tối cao.
Raphael tiếp tục kể.
Chúa Trời phái các thiên sứ Michael và Gabriel chống lại Satan. Satan lập một Hội đồng và cùng với các chiến hữu nghĩ ra một loại vũ khí đánh bật được các thiên sứ. Khi đó Chúa Trời phái Chúa con đến dẹp loạn. Chúa con đuổi Kẻ thù đến bờ giậu của Bầu trời và bức tường pha lê đổ xuống, những kẻ nổi loạn rơi xuống vực.
Adam bảo Raphael kể cho nghe về việc tạo ra thế giới này. Raphael nói rằng Chúa Trời muốn tạo ra một thế giới mới và những sinh vật sống trên thế giới này sau khi Ngài đã đuổi được Satan và những kẻ nổi loạn xuống Địa ngục. Ngài sẽ cho Chúa con, Lời nói được các thiên thần hộ tống làm việc của mình.
Trả lời câu hỏi của Adam về sự chuyển động của các vì tinh tú, Raphael khuyên Adam chỉ nên quan tâm đến những gì mà trí tuệ của con người hiểu được. Adam cũng kể chuyện cho Raphael rằng Adam nhớ từ cái khoảnh khắc được tao ra. Adam thừa nhận với thiên sứ rằng Eve có quyền đối với Adam. Adam hiểu rằng nàng vượt xa mình về sắc đẹp nhưng thua về trí tuệ, mặc dù vậy tất cả lời nói và hành động của nàng đều tuyệt vời và giọng nói của trí tuệ thường im lặng trước vẻ đẹp của phụ nữ. Thiên sứ Raphael không bàn luận về chuyện khoái lạc tình yêu của hai người nhưng dù sao cũng cảnh báo Adam về những đam mê mù quáng và hứa hẹn sẽ có những hạnh phúc trên trời vượt xa những hạnh phúc dưới đất. Nhưng về câu hỏi của Adam – hạnh phúc trên trời là gì thì Rapahel vòng vo và tiếp tục nhắc lại rằng chỉ nên suy nghĩ những gì mà trí tuệ con người nhận thức nổi.
Satan trong hình dạng một màn sương đột nhập vào vườn địa đàng rồi nhập vào một con rắn đang ngủ - là con vật tinh ranh nhất trong muôn loài. Buổi sáng Con rắn tìm Eve rồi dụ dỗ Eve ăn trái cấm từ cây Nhận thức. Con rắn nói rằng nàng sẽ không chết và rằng nhờ trái cấm này mà nó có được lời nói cũng như trí khôn.
Eve bị mắc lừa của Kẻ thù đã ăn trái cấm và đi tìm Adam. Người chồng yêu Eve say đắm đã quyết định làm theo vợ của mình. Ăn trái cấm xong họ cảm thấy một cơn say: nhận thức đánh mất sự sáng tỏ còn trong tâm hồn thức dậy một dục vọng mà sau đó cảm thấy chán nản và xấu hổ. Cả Adam và Eve hiểu rằng Con Rắn hứa hen nhiều điều đã lừa dối họ và họ tự trách nhau.
Chúa Trời cử Chúa con xuống mặt đất để xét tội những kẻ không nghe lời. Lỗi lầm và Cái chết đang ngồi bên cổng vào Địa ngục và chúng đang tìm đường để lên mặt đất. Đi theo con đường mà quỷ Satan đã đi, Lỗi lầm và Cái chết làm một cây cầu xuyên qua Hỗn mang, giữa Địa ngục và thế giới mới.
Lúc này Satan ở trong lâu đài Pandemonium đang nói về chiến thắng với con người. Tuy nhiên Chúa Cha cho rằng Chúa con đang chiến thắng Lỗi lầm và Cái chết và đang phục hồi sự sáng tạo của Ngài.
Eve cảm thấy tuyệt vọng vì một điều rằng sau này con cháu sẽ nguyền rủa họ bèn nói với chồng đi tìm Cái chết để làm sao trở thành những người chết đầu tiên và cuối cùng. Nhưng Adam nhắc vợ về lời hứa, mà theo đó, con cháu sau này đánh dập đầu con rắn. Adam cũng hy vọng ở sự bao dung của Chúa Trời qua việc sám hối và những lời cầu nguyện.
Chúa con cảm thấy sự sám hối chân thành của Adam và Eve thì đã cầu xin cho họ và hy vọng Chúa Trời sẽ giảm nhẹ hình phạt. Chúa Trời phái các thiên thần do Michael dẫn đầu để đuổi Adam và Eve ra khỏi thiên đàng. Trước khi thực hiện lệnh của Chúa Trời, thiên thần Michael đưa Adam lên một ngọn đồi cao và chỉ cho Adam thấy tất cả những gì đang diễn ra trên mặt đất trước khi Đại hồng thủy xảy ra.
Thiên thần Michael kể cho Adam nghe về số phận của loài người và giải thích về lời hứa gia truyền. Ngài nói về cái chết, sự hồi sinh và sự thăng thiên của Chúa con cũng như việc nhà thờ sẽ tồn tại ra sao trước khi Chúa giáng sinh. Adam được an ủi bèn thức Eve đang ngủ dậy và thiên thần Michael đưa hai người ra khỏi vườn địa đàng. Từ đó cổng vào vườn này được canh gác cẩn mật và bảo vệ bằng thanh kiếm lửa hướng về phía trước. Ấp ủ trong tim một niềm hy vọng về sự cứu rỗi cho loài người, Adam và Eve vui vẻ bước ra khỏi vườn địa đàng.